# Municipio de Round Grove (condado de Macon)
El municipio de Round Grove (en inglés: Round Grove Township) es un municipio ubicado en el condado de Macon en el estado estadounidense de Misuri. En el año 2010 tenía una población de 350 habitantes y una densidad poblacional de 3,77 personas por km².

## Geografía
El municipio de Round Grove se encuentra ubicado en las coordenadas 39°44′26″N 92°21′18″O / 39.74056, -92.35500. Según la Oficina del Censo de los Estados Unidos, el municipio tiene una superficie total de 92.82 km², de la cual 92,6 km² corresponden a tierra firme y (0,24 %) 0,23 km² es agua.

## Demografía
Según el censo de 2010, había 350 personas residiendo en el municipio de Round Grove. La densidad de población era de 3,77 hab./km². De los 350 habitantes, el municipio de Round Grove estaba compuesto por el 96,57 % blancos, el 0,57 % eran afroamericanos, el 0,29 % eran asiáticos y el 2,57 % eran de una mezcla de razas. Del total de la población el 1,14 % eran hispanos o latinos de cualquier raza.